# Bezirksgemeinde Ķekava
Die Bezirksgemeinde Ķekava (lettisch Ķekavas novads) – wie alle Novadi Lettlands in rechtlichem Sinne eine Großgemeinde – ist eine kleine Bezirksgemeinde südlich von Lettlands Hauptstadt Riga in der historischen Landschaft Vidzeme. Ihr Verwaltungssitz ist in Ķekava.
Die Bezirksgemeinde entstand im Rahmen einer Verwaltungsreform zum 1. Juli 2021 durch den Zusammenschluss des alten Bezirks Ķekava mit dem Bezirk Baldone.

## Geografie
Das Gebiet grenzt im Norden an Riga und die Bezirksgemeinde Salaspils, im Osten an die Bezirksgemeinde Ogre, im Süden an die Bezirksgemeinde Bauska und im Westen an die Bezirksgemeinde Olaine.
Die nördliche Bezirksgemeindegrenze bildet die Düna (Daugava), im südlichen Teil fließt die Misa, ein Nebenfluss der Iecava.

## Gliederung
Die Bezirksgemeinde umfasst die Städte (pilsētas) Baldone, Baloži und – seit dem 1. Juli 2022 neu als eigenständige Einheit – Ķekava sowie die drei Gemeinden (pagasti) Baldone (Land), Daugmale und Ķekava (Land). Im Zuge der Verwaltungsreform wechselte ein Waldgebiet der Gemeinde Ķekava zur Gemeinde Olaine (Land) in der Bezirksgemeinde Olaine, die damit ein zusammenhängendes Gemeindegebiet erhielt.

## Verkehr
Wichtigste Straßenverbindungen sind die von Nord nach Süd verlaufende Staatsstraße A7 von Riga nach Grenctāle an der Grenze zu Litauen, die Teil der Europastraße 67 ist, und die A5, die Südwestumgehung von Riga.

## Nachweise
1. ↑  Pilsētas statusu iegūst Ādaži, Mārupe un Ķekava. la.lv, 1. Juli 2022, abgerufen am 29. Juli 2022.
2. ↑  Law on Administrative Territories and Populated Areas. likumi.lt, abgerufen am 26. Oktober 2021.